# Oleksandr Aliyev
Oleksandr Oleksandrovich Aliyev (Jabárovsk, Unión Soviética, 3 de febrero de 1985) es un futbolista y entrenador ucraniano. Juega de centrocampista y actualmente juega en el equipo amateur Meliorator Bucha del cual también es el entrenador.
Oliyev era conocido principalmente por sus espectaculares goles de tiros libres, su exentrenador del FC Dinamo Kiev, Yuri Siomin lo describió como "el mejor lanzador de tiros libres de Europa".

## Biografía
Oleksandr Aliyev empezó su carrera futbolística en las categorías inferiores del FC Borysfen Boryspil y del Dinamo Kiev.
En 2005 el equipo decide cederlo al Metalurg Zaporizhia para que Aliyev ganara experiencia. Con este club llega a la final de la Copa de Ucrania, aunque el título finalmente fue a parar al Dinamo Kiev.
En 2006 Oleksandr Aliyev regresa a su equipo Dinamo Kiev, donde empieza a jugar de forma más regular. Conquista el título de Liga en 2007. En julio de 2012 es cedido al FC Dnipro Dnipropetrovsk hasta final de la temporada.
En 2014 es comprado por el Anzhi por 2 años y medio, juega toda la temporada en la Liga Premier de Rusia sin hacer grandes contribuciones, hasta terminar el contrato en enero del 2015, por consención mutua con el club.
Luego de pasar dieciocho meses sin desempeñarse con un club profesional, Aliyev firma con el FC Taraz de la Primera División de Kazajistán hasta el final de la temporada 2016. Aliyev deja el club antes de la terminación de su contrato el 6 de octubre de 2016.

## Selección nacional
Ha sido internacional con la Selección de fútbol de Ucrania en 28 ocasiones. Su debut con la camiseta nacional se produjo el 6 de septiembre de 2008 en un partido contra Bielorrusia, en el que Aliyev saltó al campo en la segunda mitad sustituyendo a su compatriota Maksím Kalinichenko.
Con las categorías inferiores disputó la Copa Mundial de Fútbol Juvenil de 2005, donde marcó 5 goles, quedándose a un solo tanto del máximo goleador del torneo, Lionel Messi. También participó en la Eurocopa sub-21 de 2006, donde llegó a la final con su equipo (Países Bajos 3-0 Ucrania).

## Clubes
| Club                     | País       | Año       |
| ------------------------ | ---------- | --------- |
| Borysfen Boryspil-2      | Ucrania    | 2001-2002 |
| Dynamo-2 Kiev            | Ucrania    | 2002-2008 |
| PFK Metalurg Zaporizhia  | Ucrania    | 2005-2006 |
| FC Dinamo Kiev           | Ucrania    | 2006-2010 |
| Lokomotiv                | Rusia      | 2010-2011 |
| FC Dinamo Kiev           | Ucrania    | 2011-2013 |
| FC Dnipro Dnipropetrovsk | Ucrania    | 2012-2013 |
| FK Anzhí Majachkalá      | Rusia      | 2014-2015 |
| FC Taraz                 | Kazajistán | 2016      |

## Títulos
- 1 Liga de Ucrania (Dinamo de Kiev, 2007)